# راموشوو
راموشوو (به صربی: Ramoševo) یک منطقهٔ مسکونی در صربستان است که در توتین، صربستان واقع شده‌است. راموشوو ۲۳۸ نفر جمعیت دارد.